# Thomas Horschel
Thomas Horschel (ur. 13 grudnia 1960 w Suhl) – wschodnioniemiecki, a potem niemiecki zapaśnik walczący w stylu klasycznym. Olimpijczyk z Moskwy 1980, gdzie zajął piąte miejsce w kategorii 90 kg.
Ósmy na mistrzostwach świata w 1983. Wicemistrz Europy w 1984 i 1986. Wicemistrz Uniwersjady w 1981 roku.
Mistrz NRD w 1980, 1982, 1983, 1984 i 1986; drugi w 1979; trzeci w 1981. Wicemistrz Niemiec w 1991 i 1992 roku.